# Tratamiento taxonómico

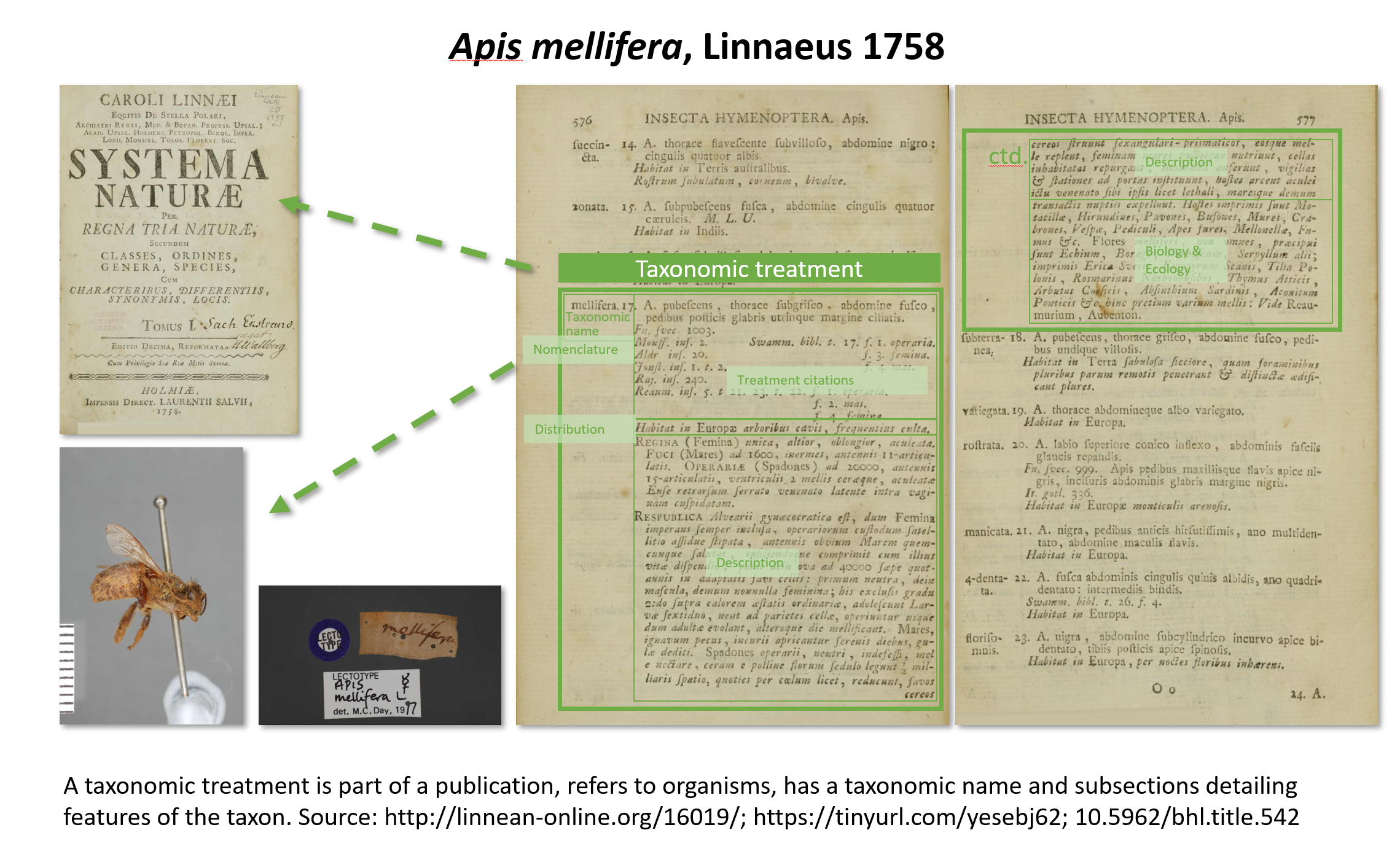
Tratamiento taxonómico de Apis mellifera, Linnaeus, 1758

Un tratamiento taxonómico es una sección de una publicación científica que documenta las características de un grupo relacionado de organismos o taxón. Los tratamientos han sido los pilares de cómo se proporcionan los datos sobre los taxones, desde el comienzo de la taxonomía moderna por Linneo en 1753 para las plantas y en 1758 para los animales. Cada taxón descrito científicamente tiene al menos un tratamiento taxonómico. En la publicación actual, una etiqueta de tratamiento taxonómico se utiliza para delimitar dicha sección. Permite hacer que esta sección sea localizable, accesible, interoperable y reutilizable con datos FAIR. Esto se implementa en el Repositorio de literatura sobre biodiversidad, donde, tras la deposición del tratamiento, se crea un identificador de objeto digital (DOI) persistente de DataCite. Esto incluye metadatos sobre el tratamiento, la publicación fuente y otros recursos citados, como las figuras citadas en el tratamiento. Este DOI permite vincular el uso de un nombre taxonómico con la respectiva evidencia científica proporcionada por el(los) autor(es).
Los tratamientos se consideran datos y, por lo tanto, los derechos de autor no son aplicables y, por consiguiente, pueden estar disponibles incluso a partir de publicaciones de acceso cerrado.

## Etimología
El término tratamiento taxonómico ha sido creado porque el término descripción tiene dos significados en las especificaciones taxonómicas o de especies. Uno equivale a tratamiento, el segundo como subsección en tratamientos que describen el taxón, complementando el diagnóstico, los materiales examinados, la distribución, la conservación y otros subsecciones.